# Luxemburgo en los Juegos Olímpicos de Atlanta 1996
Luxemburgo estuvo representado en los Juegos Olímpicos de Atlanta 1996 por seis deportistas, dos hombres y cuatro mujeres, que compitieron en cinco deportes.
La portadora de la bandera en la ceremonia de apertura fue la tenista Anne Kremer. El equipo olímpico luxemburgués no obtuvo ninguna medalla en estos Juegos.